# Ghana aux Jeux olympiques d'été de 2004
Le Ghana a envoyé des athlètes aux Jeux olympiques d'été de 2004 à Athènes en Grèce.

## Résultats

### Athlétisme
100 mètres hommes :
- Aziz Zakari
  1. 1er tour : 10 s 19
  2. 2e tour : 10 s 02
  3. Demi-finale : 10 s 11
  4. Finale : N'a pas terminé

- Leonard Myles-Mills
  1. 1er tour : 10 s 21
  2. 2e tour : 10 s 18
  3. Demi-finale : 10 s 22

- Eric Nkansah
  1. 1er tour : 10 s 54   (→ éliminé)

100 mètres femmes :
- Vida Anim
  1. 2e tour : N'a pas terminé (→ éliminé)

200 mètres hommes :
- Christian Nsiah
  1. 1er tour : 21 s 06  (→ éliminé)

800 mètres femmes :
- Akosua Serwaa
  1. 1er tour : 2 min 03 s 96 (→ éliminé)

Relais 4 × 100 mètres hommes :
- Christian Nsiah, Tanko Braimah, Aziz Zakari, et Leonard Myles-Mills
  1. 1er tour : 38 s 88 (→ éliminé)

Heptathlon femmes :
- Margaret Simpson
  - Résultat final : 6 253 points (→ 9e place)

Saut en longueur hommes :
- Ignatius Gaisah
  - Finale : 8,24 mètres (→ 6e place)

Autres athlètes :
- Mariama Salifu
- Andrew Owusu
- Samuel Adade

### Football
Compétition hommes :
- 1er tour
  - Ghana - Italie : 2-2
  - Ghana : Paraguay : 2-1
  - Ghana : Japon 0-1
- Quart-de-finale : non qualifiée (9e place)
- Composition de l'équipe : [1]
  1. George Owu (gardien de but)
  2. Nasir Lamine
  3. Baffour Gyan
  4. Emmanuel Osei
  5. John Mensah
  6. Emmanuel Pappoe
  7. Abubakari Yahuza
  8. Charles Asampong Taylor
  9. Kwadwo Poku
  10. Stephen Appiah
  11. Patrick Villars
  12. Asamoah Gyan
  13. Razak Pimpong
  14. John Paintsil
  15. Daniel Coleman
  16. William Kwabena Tiero
  17. Yussif Chibsah
  18. Mohammed Alhassan (gardien de but)

## Officiels
- Président : Benson T. Baba
- Secrétaire général : A.k. Tettey